# Skive Kunstmuseum
Skive Kunstmuseum er et tidligere kunstmuseum beliggende i Skive. Museet blev 1. januar 2008 sammenlagt med Skive Museum til det nye Krydsfelt Skive, som drives af Skive Kommunes fusionsmuseum MUSE®UM.

## Historie
Skive Kunstmuseum blev opført i 1942 af arkitekt Hans Toft-Hansen, hvor en nyopført bygning til det kulturhistoriske museum, Skive Museum, indledte et fællesskab mellem Skive Kunstforening og Skive Museum. Den ene af museets to store sale var således tiltænkt udstilling af kunst. I 1959 fik kunstafdelingen sin egen bestyrelse, og fem år efter fik kunstafdelingen statsanerkendelse som kunstmuseum. Først fra 1989 fik Kunstafdelingen sin egen faglige leder og ændrede derefter navn til Skive Kunstmuseum.
Grundstammen i kunstmuseet er ekspressionistisk og nyrealistisk dansk kunst med værker af malere som Jens Søndergaard, Svend Wiig Hansen, Jørgen Geisted og Niels Strøbek. Hertil kommer retrospektive samlinger af kunstnere med tilknytning til Skive-egnen: Christen Dalsgaard, Hans Smidth og Emilie Demant Hatt.

## Museet
Skive Kunstmuseum blev del af Krydsfelt Skive, som er et hybrid-museum med flere adresser, som dækker kunst, arkæologi, naturhistorie og historie. Museet arbejder individuelt med de 4 felter og afholder desuden tværfaglige udstillinger og arrangementer. Kunstmuseets moderne samling omfatter i alt 293 malerier og 56 skulpturer samt et mindre antal grafiske arbejder og fotografier. I den historiske samling er der i alt 169 malerier, heraf 49 af Hans Smidth, 48 af Christen Dalsgaard og 72 af Emilie Demant Hatt. Hertil kommer et større antal tegninger og skitsebøger. Museets ansvarsområde omfatter tre kerneområder med hver sin klare kunsthistoriske profil: skildringen af det ekspressive landskab, den nyrealistiske kunstretning og de retrospektive samlinger af Christen Dalsgaard, [Hans Smidth] og [Emilie Demant Hatt], der udspringer af kunstnernes tilknytning til egnen.